# Nina Curtis
Nina Curtis (ur. 24 stycznia 1988 w Wahroonga) – australijska żeglarka sportowa, srebrna medalistka olimpijska z Londynu.
Zawody w 2012 były jej pierwszymi igrzyskami olimpijskimi. Po medal sięgnęła w rywalizacji w klasie Elliott 6m. Jej partnerkami były Olivia Price i Lucinda Whitty.